# ألف كارول
ألف كارول (بالإنجليزية: Alf Carroll)‏ (1920 ببرادفورد في المملكة المتحدة - ) هو لاعب كرة قدم بريطاني في مركز الدفاع. لعب مع برادفورد سيتي.